# Nannochorista andina
Nannochorista andina är en näbbsländeart som beskrevs av George W. Byers 1989. Nannochorista andina ingår i släktet Nannochorista och familjen Nannochoristidae. Inga underarter finns listade i Catalogue of Life.